# Érika Gagnon (comédienne)
Pour les articles homonymes, voir Erika Gagnon et Gagnon.
Érika Gagnon, est une comédienne, narratrice et metteure en scène québécois, née le 31 octobre 1968.

## Études
Érika Gagnon obtient son diplôme du Conservatoire d'art dramatique du Québec avec spécialisation en jeu en 1992. En 2001, elle réalise des stages en jeu, tragédie grecque, masque neutre et bouffons, sous la direction de Philippe Gaulier, à l'École internationale de théâtre portant son nom.

## Débuts
Après avoir étudié au Conservatoire, elle fonde, avec des collègues finissantes et finissants, le Théâtre Les Moutons noirs. En plus d’Érika Gagnon, les cofondateurs sont Marie-Christine Lê-Huu, Normand Daneau, Véronique Dumont, Sébastien Hurtubise, Yves Amyot et Paul-Patrick Charbonneau. Elle remporte le Masque du rôle de soutien féminin en 1998 pour son interprétation de Pauline, dans Carpe Diem,.

### Les Moutons noirs
Le Théâtre Les Moutons noirs est soutenu par des subventions du Conseil des arts du Canada. Bien qu’elle s’occupe de la comptabilité et du financement de la compagnie de théâtre, Érika Gagnon interprète au moins un rôle dans chacune des productions. En 1993, elle incarne Ève dans Les amours isocèles, pièce écrite par Marie-Christine Lê-Huu et Normand Daneau, avec une mise en scène de Mathieu Gaumond. La compagnie produit ensuite deux pièces écrites par David Mamet : Perversion sexuelle à Chicago, en 1994, puis Edmond (en), une première fois en 1994, reprise en 1996.
La compagnie produit en 1997 la pièce Ceci n’est pas une morte, adaptée du roman Into the Night, de William Irish. Érika Gagnon y interprète le rôle de Dell, une jeune femme qui s’immisce dans la vie de la famille d’une femme assassinée. Cette pièce s’intercale entre les deux morceaux de la dyade Éros (1998) et Thanatos (1996) ,, écrites par Marie-Christine Lê-Huu et mises en scène par Normand Daneau.
En plus des pièces de théâtre, Les Moutons noirs réalisent l’installation des Nouveaux Contes de Noël, présentée dans le réseau des Bibliothèques de Québec en 1996. Ils exposent une autre installation, en 1998, au Musée du Québec, pour marquer le cinquantième anniversaire du Refus global.
Érika Gagnon quitte Les Moutons noirs lorsque la compagnie déménage de Québec à Montréal.

## Années 2000
Érika Gagnon se joint à la Troupe Pol Pelletier, pour un contrat d’un an en 2000, toutefois, après 10 semaines, elle quitte la troupe à la suite d'un conflit. Ce contrat à peine terminé, elle se rend en Europe pour faire une série de stages à l'École internationale de théâtre, à Londres, et au Festival international des théâtres francophones, à Limoges, pour perfectionner son jeu.
Elle fait une première apparition au grand écran en 2003 dans le tournage du film La face cachée de la lune, adaptation de la pièce de théâtre du même nom de Robert Lepage. Elle commence, à la même époque, à réaliser des mises en scène, d’abord avec la troupe de théâtre Les Treize (Des restes humains non identifiés, de Brad Fraser, La Maison de Bernarda Alba, de Federico Garcia Lorca, La Cerisaie, d’Anton Tchekov), puis avec plusieurs troupes professionnelles, dont Bienvenue aux dames (Gros et détail, d’Anne-Marie Olivier).
Elle jouera en 2006 un de ses rôles marquants dans la pièce On achève bien les chevaux,, une adaptation de Marie-Josée Bastien du roman d’Horace McCoy. La pièce connait un tel succès qu’elle est reprise en tournée québécoise. Le jeu très physique des comédiens a cependant une conséquence fâcheuse : Érika Gagnon se fracture un pied sur scène, forçant l’annulation de certaines représentations en 2007. La pièce repart en tournée en 2010 pour un total de 47 représentations,. Cette époque est aussi marquée par deux autres productions qui ont été reprises à plusieurs occasions : Show d’vaches au Bitch Club Paradise (2005, 2006 et 2007,) ainsi que La Société de Métis (2005, 2006 et 2008).
La période de 2009 à 2013 marque un ralentissement dans ses passages sur scène. Elle profite de cette accalmie pour tourner dans un film biographique, Gerry dans lequel elle tient le rôle de la mère de Gerry Boulet. Elle commence aussi à enseigner au Cégep de Trois-Rivières  dans le programme Théâtre et créations médias.
En 2017, elle devient chargée de cours à l'Université Laval pour la Faculté de musique côtoyant ainsi les chanteurs d'art lyrique. Elle travaille avec eux l'interprétation.
Une nouvelle occasion de travailler avec Robert Lepage se présente en 2016. Érika Gagnon interprète le rôle de l’épouse du Marquis de Sade (incarné par Lepage) dans la pièce Quills, adaptation du film de Doug Wright (en). La pièce est reprise à deux occasions à Montréal et à Lyon, en 2016, et à Paris, Châlons-en-Champagne, et Ottawa, en 2018.

## Vie personnelle
Érika Gagnon est mère de deux enfants. Elle donne naissance à son premier enfant, Samuel, en 2009 et elle accouche d’un deuxième, Edouard, en 2012.

## Filmographie

### Au cinéma
- 2002 : Casa Loma : Journal de bord[14] (documentaire)
- 2003 : La Face cachée de la Lune : superviseure de Philippe
- 2003 : Les Cactus[35] (coréalisatrice)
- 2011 : Gerry : Charlotte Boulet
- 2017 : Permission de visite (film court) : Sonia

### À la télévision
- 2000 : Deux frères : infirmière de l’institut
- 2005 : Les Invincibles : infirmière 1977
- 2007 : La Galère : journaliste
- 2010 : Chabotte et fille : Maître Berthiaume
- 2011 : Toute la vérité (saison 2) : Diane
- 2024 : Marco Lachance (saison 1 et 2) : Nicole

## Théâtrographie

### Comédienne
- 1992 : La Grande Roue de Václav Havel
- 1992 : Victor-Victoria, adaptation du film de Blake Edwards, production du Théâtre des mauvaises herbes
- 1993 : Les Amours isocèles de Marie-Christine Lê-Huu et Normand Daneau, Les Moutons noirs
- 1993 : Mrs Klein de Nicholas Wright, Le Trident
- 1994 : Perversion sexuelle à Chicago de David Mamet, Les Moutons noirs
- 1994 : Amours, Mensonges et Rodéos de Sébastien Guindon, Café-Théâtre du Faubourg
- 1994 : Les Noces d’Antigone de Gill Champagne, Théâtre du Mana
- 1994 et 1996 : Edmond de David Mamet, Les Moutons noirs
- 1995 : Le Banc de Marie Laberge, La Bordée
- 1995 : La Maison bleue de Lise Castonguay, Théâtre du Gros mécano
- 1996 : L’Enfant du millénaire de Normand Lafleur et Sébastien Guindon, théâtre O’Délire
- 1996 : Le Médecin malgré lui et Les Précieuses ridicules de Molière, La Bordée
- 1996 : Thanatos de Marie-Christine Lê-huu, Les Moutons noirs
- 1996 : Les Sirènes de Lise Castonguay, Le Périscope
- 1996 : Nouveaux contes de Noël de Patric’ Saucier, Érika Gagnon et Marie-Christine Lê-Huu, Bibliothèques de Québec
- 1997 : Ceci n’est pas une morte de Marie-Christine Lê-Huu, Les Moutons noirs
- 1997 : Gros Guillaume de Jacques Laroche et Jack Robitaille (carte blanche), Le Périscope
- 1997 : Carpe Diem de Marie-Josée Bastien, Les Enfants terribles
- 1997 : Amours, Mensonges et Rodéos de Sébastien Guindon, Maison Otis
- 1997 : Les Reines de Normand Chaurette, Théâtre Blanc
- 1998 : Les Sirènes de Lise Castonguay, Nathalie d'Anjou, Magali Pouliot et Érika Gagnon, Le Périscope
- 1998 : Yvonne, princesse de Bourgogne de Witold Gombrowicz, Le Trident
- 1998 : Éros de Marie-Christine Lê-Huu, Les Moutons noirs
- 1998 : Clair-obscur de Fermin Cabal et Pedro Almodovar (lecture), Théâtre Sortie de Secours
- 1999 : Histoires minimales de Javier Toméo, Le Périscope
- 1999 : Mignonne de Marie-Josée Bastien, Les Enfants terribles
- 1999 : La Femme du boulanger, pièce adaptée du film de Marcel Pagnol, Le Trident
- 1999 : Vivement lundi de Carole Tremblay, La Dame Blanche
- 1999 : Les Cactus de Érika Gagnon et Annie Larochelle (carte blanche), Le Périscope
- 2000 : Les Caprices de Marianne d’Alfred de Musset, Le Trident
- 2000 : George Dandin de Molière, La Bordée
- 2000 : La Maladie de la mort de Marguerite Duras, Rom Kata
- 2001 : La Balade de Panurge de Jacques Laroche, Premier Acte
- 2001 : La Double Inconstance de Marivaux, Le Trident
- 2001 : Ensemble vide de Fanny Britt (lecture), Le Périscope
- 2002 : Contes urbains - La pauvre actrice au bois dormant de Paul-Patrick Charbonneau, La Bordée
- 2002 : La Peste d’Albert Camus, Théâtre Marie Dumais
- 2002 : Impromptu de Sarah Kernochan, Les Enfants terribles
- 2003 : Le Colonel et les Oiseaux de Hristo Boytchev, Le Trident
- 2003 : Unity : mil neuf cent dix-huit de Kevin Kerr (en), Théâtre PàP
- 2004 : Chambres de Philippe Minyana, Théâtre des Trois sœurs
- 2004 : Without Men ! (Ah ouain ?) de Pierre-Yves Lemieux, La Bordée
- 2004 : Amour et Protubérances de Marcelle Dubois, Les porteuses d’aromates
- 2005 : Six personnages en quête d'auteur de Luigi Pirandello, Le Trident
- 2005 : Amour et Protubérances de Marcelle Dubois, Les porteuses d’aromates à La Petite licorne
- 2005 : Unity : mil neuf cent dix-huit de Kevin Kerr (en), Théâtre PàP
- 2005 : La Société de métis de Normand Chaurette, Centre national des arts
- 2005 : La Joie de l’homme aux écailles d’Hélène Robitaille (lecture), Le Périscope
- 2005, 2006 et 2007 : Show d’vaches au Bitch Club Paradise de Fanny Britt, Isabelle Hubert et Anne-Marie Olivier, Productions Chacun cherche sa chatte
- 2006 : La Société de métis de Normand Chaurette, Le Périscope
- 2006 : Le Libertin d’Éric-Emmanuel Schmidt, Le Trident
- 2006 : Wanabago Blues d’Isabelle Hubert, La Roche à Veillon
- 2006-2007 : On achève bien les chevaux d’Horace McCoy,  Le Périscope
- 2006 : Une pièce espagnole de Yasmina Reza, La Bordée
- 2006 : La Mouette, Oncle Vania et Le Démon de la forêt d’Anton Tchekov, La Bordée
- 2007-2008 : Le Psychomaton d’Anne-Marie Olivier, Le Périscope
- 2007 : À tu et à toi d’Isabelle Hubert, Le Périscope
- 2008 : La Société de métis de Normand Chaurette, Espace libre
- 2010 : Henri IV de Luigi Pirandello, Le Trident
- 2010 : On achève bien les chevaux d’Horace McCoy, tournée de Théâtre Niveau Parking et Les Enfants Terribles
- 2010 : Bonjour, là, bonjour de Michel Tremblay, La Bordée
- 2013 : Britannicus de Jean Racine, La Bordée
- 2014 : Chante avec moi d’Olivier Choinière, Le Trident
- 2014 : Mois d’août, Osage County (en) de Tracy Letts, Le Trident
- 2015 : Macbeth de William Shakespeare, Le Trident
- 2016 : Quills de Doug Wright (en), Ex Machina, Le Trident et Usine C
- 2016 : Gloucester de Simon Boudreault et Jean-Guy Legault, Théâtre Les enfants Terribles, Simoniaque Théâtre et La Bordée
- 2016 : Les Bons Débarras de Réjean Ducharme, Le Trident et
- 2017 : Venir au monde d’Anne-Marie Olivier, Le Trident et Bienvenue aux Dames
- 2018 : Quills de Doug Wright (en), Ex Machina, Théâtre de la Colline et Théâtre national La Comète
- 2019 : Maria et les vies rêvées de Philippe Soldevila, Théâtre Sortie de secours et Ubus théâtre
- 2019 : Christine, la reine-Garçon de Michel-Marc Bouchard, La Bordée
- 2019 : Nikki ne mourra pas de Laura Amar, Premier Acte et Le collectif des Soeurs Amar
- 2020-2021 : Roméo et Juliette de William Shakespeare, Le Trident
- 2020 : Le Gars d'Québec de Michel Tremblay, La Bordée
- 2021 : Salle de nouvelles de Lee Hall Théâtre du Trident, Théâtre Niveau Parking et Duceppe
- 2022-2023 : L'Éveil des oiselles de Collectif des Soeurs Amar, Carrefour International de Théâtre de Québec
- 2022 : Sitcom de Claude Montmigny, Nouveau Théâtre de l'île
- 2022 : Grosse-Île, 1847 de Émile Proulx-Cloutier, Théâtre La Bordée
- 2023 : N'essuie jamais de larmes sans gants adaptation du roman par Véronique Côté, Le Trident
- 2023 : Avant l'heure mauve de Maude Bégin-Robitaille, Théâtre à pleins poumons, Théâtre Périscope
- 2024 : Bob de Miguel Fontaine, Théâtre pour pas être tout seul, Théâtre Périscope
- 2024 : Le jour où tout a merdé de Joan Yago, Théâtre Sortie de secours, Théâtre Périscope
- 2024 : Grosse-Île, 1847 (reprise) de Émile Proulx-Cloutier, Théâtre La Bordée
- 2024 : L'Évangile selon Muriel de Maxime Robin, La Vierge folle

### Metteure en scène
- 1999 : Des restes humains non-identifiés de Brad Fraser (en), Les Treize
- 2003 : La Maison de Bernarda Alba de Federico Garcia Lorca, Les Treize
- 2003-2004 : Gros et détail d’Anne-Marie Olivier , Premier acte (co-mise en scène avec Kevin McCoy, direction d’acteur)
- 2004 : La Cerisaie d’Anton Tchekov, Les Treize
- 2006-2007 : Independance de Lee Blessing (en), Théâtre des dérivés
- 2007 : Histoires d’hommes de Xavier Durringer , (co-mise en scène avec Kevin McCoy et Bertrand Alain) Les Trois sœurs
- 2008 : Répétition publique d'Enzo Cormann, Conservatoire d'art dramatique de Québec
- 2014 : Les Liaisons dangereuses de Choderlos de Laclos, La Bordée
- 2018 : Orphée et Eurydice de Gluck, Jeu scénique d'opéra de l'Université Laval
- 2019 : Écho et Narcisse de Gluck, Atelier d'Opéra de l'Université Laval
- 2020 : Pomme d'Api de Jacques Offenbach et Le Docteur Miracle de Charles Lecocq, Jeu scénique d'opéra de l'Université Laval
- 2022 : Zémire et Azor de Grétry, Jeu scénique d'opéra de l'Université Laval
- 2023 : 3 Opérettes de Jacques Offenbach, Atelier d'Opéra de l'Université Laval
- 2024 : Le couronnement de Poppée de Monteverdi, Atelier d'Opéra de l'Université Laval
- 2024 : Le Vilain petit canard, adaptation opératique du conte d'Andersen produite par Cont'Opéra

## Narrations
- 1992 à 2024 : narrations multiples pour Studio SFX, Studio Expression, et plusieurs autres producteurs
- 2018 : narration pour la trilogie des romans de Marie Bourassa, Le Maître des peines (Livres audios produit par Audible et distribué sur Amazon)
- 2020 : Plusieurs voix dans Solstice : 5 podcasts produits par le Théâtre Niveau Parking

## Prix et distinctions

### Lauréate
- 1998 : Récipiendaire du Masque de l’interprète féminine dans un rôle de soutien pour le rôle de Pauline dans Carpe Diem, Les Enfants Terribles

### Nominations
- 1994 : Finaliste prix Nicky Roy pour le rôle de Paula dans Mrs Klein aux Prix d'excellence des arts et de la culture de Québec
- 2003 : Finaliste prix Paul Hébert pour l'interprétation de Flaminia dans La Double inconstance, Prix d'excellence des arts et de la culture de Québec
- 2004 : Finaliste - production - prix de la Critique de l'Association québécoise des critiques de théâtre (AQCT) pour Gros et détail
- 2005 : Lauréat - production -  Masque du public Loto-Québec pour Gros et détail
- 2013 : Finaliste prix Paul Hébert pour l'interprétation d'Agrippine dans Britannicus, Prix d'excellence des arts et de la culture de Québec
- 2019 : Finaliste prix Janine Angers pour l'interprétation de Marie-Éléonore de Brandebourg dans Christine, la reine garçon, Prix du Trident
- 2020 : Finaliste prix Paul Hébert pour l'interprétation de la mère dans Nikki ne mourra pas, Prix du Trident